# Agathia conviridaria
Agathia conviridaria är en fjärilsart som beskrevs av Jacob Hübner 1823. Agathia conviridaria ingår i släktet Agathia och familjen mätare. Inga underarter finns listade i Catalogue of Life.